# Brasão de João Paulo II

Brasão de São João Paulo II

Brasão do Cardeal Karol Józef Wojtyła

O Brasão de João Paulo II é um escudo eclesiástico.

## Descrição
Na panóplia, constituída por duas chaves de São Pedro cruzadas diagonalmente, com as penas voltadas para fora e para cima, sendo uma de prata e a outra de ouro, um escudo heráldico, de formato semelhante ao escudo de tipo inglês. Acima do escudo há uma tiara, de baixo da qual emerge uma fita vermelha semelhante a uma estola, decorada com cruzes douradas em suas extremidades abertas e finalizada com uma franja dourada. No campo azul do escudo, uma cruz latina dourada (tocando a borda do escudo como no caso de uma figura honorária), deslocada para a direita. Abaixo da barra transversal, no lado esquerdo (heraldicamente), há uma letra "M" dourada, que recorda a Virgem Maria.
O lema escolhido por São João Paulo II foi Totus Tuus (Todo Seu). Entretanto, de acordo com o princípio de construção usado nas heráldicas papais, esse lema não foi incluído no brasão mas tornou-se o de seu pontificado.

## Informações adicionais
O autor do brasão papal de São João Paulo II foi o padre Bruno Bernard Heim. Seu brasão pontifício faz referência ao seu brasão cardinalício. O original, no entanto, foi submetido aos rigores da estilização heráldica, com leves alternâncias. O brasão passou a ser dourado em vez de preto e ganhou os sinais de dignidade de ofício, apropriados ao brasão papal ao colocá-lo no fundo do brasão da Santa Sé.